# İlker Aksum
İlker Aksum, all'anagrafe İbrahim İlker Aksum (Isparta, 23 maggio 1971), è un attore turco.

## Biografia
Nato nel 1971 a Isparta (Turchia), İlker Aksum è il figlio di Nurten e di Mehmet Bülent Aksum, pilota, e ha due fratelli gemelli, İlkay e Alpay. Ha iniziato gli studi presso la scuola elementare Etimesgut Şeker e si è diplomato alla scuola superiore Mehmetçik. Nel 1989 ha deciso di iscriversi presso il conservatorio statale di Ankara dell'Università Hacettepe, laureandosi alla fine del 1993. Nell'estate del 1994 ha iniziato a lavorare presso il teatro statale di Adalia. In due anni, recitò in più di dieci opere teatrali e nel 1996 si è trasferito a Istanbul. Poco dopo, ha completato il servizio militare a Sarıkamış, a Kars.

## Vita privata
Dal 2008 al 2012 è stato sposato con la collega Belgin Erdoğan. Dal 2023 è sposato con la collega Dilay Ekmekçioğlu, dalla quale nel 2025 ha avuto una figlia, Lila.

## Filmografia

### Cinema
- Küçük Kıyamet, regia di Yağmur Taylan e Durul Taylan (2006)
- Güz Sancısı, regia di Tomris Giritlioğlu (2008)
- Ejder Kapanı, regia di Uğur Yücel (2009)
- Vavien, regia di Taylan Biraderler (2009)
- Mutlu Aile Defteri, regia di Nihat Durak (2013)
- Çilek, regia di Günhan Emre Yilmaz (2014)
- Aşk Olsun, regia di Neslihan Yıldız Alak e Murat Serezli (2015)
- Her Şey Seninle Güzel, regia di Cem Karcı (2018)
- Hedefim Sensin, regia di Kıvanç Baruönü (2018)
- 7. Koğuştaki Mucize, regia di Mehmet Ada Öztekin (2019)
- Azizler, regia dei Fratelli Taylan (2021)
- Aşkın Ömrü, regia di Mustafa Uğur Yağcıoğlu (2022)
- Müjdemi İsterim, regia di Ömer Faruk Yardımcı (2022)
- Demir Kadın: Neslican, regia di Özgür Bakar (2023)
- Oyun Bitti, regia di Gökhan Ari (2023)
- Nefes: Yer Eksi İki, regia di Ozan Uzunoğlu (2023)
- Çocuk Kalbi, regia di Sinan Biçici (2024)
- Gecenin Nakaratı, regia di Jale Atabey Özberk (2024)
- Karantina, regia di Ahmet Topuz (2025)
- Sonradan Gurme, regia di Hamdi Alkan (2025)
- Mitoloji Mafyası, regia di Orçun Benli (2025)
- Olay Para, regia di Kıvanç Baran Arslan (2025)

### Televisione
- Çarli – serie TV, 1 episodio (1998)
- Sır Dosyası – serie TV, 1 episodio (1998)
- 5 Maymun Çetesi – serie TV, 32 episodi (1999)
- Baykuşların Saltanatı – serie TV (2000-2001)
- Çarli İş Başında – serie TV (2001)
- Biz Size Aşık Olduk – serie TV (2002)
- Beşik Kertmesi – serie TV, 19 episodi (2002)
- Aşk Olsun – serie TV (2003-2004)
- Yabancı Damat – serie TV, 106 episodi (2004-2007)
- Karayılan – serie TV, 10 episodi (2007-2008)
- Canım Ailem – serie TV, 63 episodi (2008-2010)
- Il secolo magnifico (Muhteşem Yüzyıl) – serie TV, 1 episodio (2011)
- Sen de Gitme – serie TV (2011)
- Bizim Büyük Çaresizliğimiz – serie TV, 18 episodi (2011)
- Bizim Yenge – serie TV (2011)
- Kötü Yol – serie TV, 13 episodi (2012)
- 20 Dakika – serie TV, 25 episodi (2013)
- Tatar Ramazan – serie TV, 3 episodi (2013)
- Ne Diyosuun – serie TV, 4 episodi (2014)
- Kadim Dostum – serie TV, 9 episodi (2014)
- Yeşil Deniz – serie TV, 43 episodi (2015-2016)
- Seddülbahir 32 Saat – serie TV, 3 episodi (2016)
- Love of My Life (Hayatımın Aşkı) – serie TV, 6 episodi (2016)
- Poyraz Karayel – serie TV, 20 episodi (2016-2017)
- Buyur Bi'De Burdan Bak – serie TV, 12 episodi (2016-2018)
- Mehmetçik Kut'ül Amare – serie TV, 19 episodi (2018)
- Diriliş Ertuğrul – serie TV, 24 episodi (2018)
- Ramo – serie TV, 40 episodi (2020-2021)
- Eşkıya Dünyaya Hükümdar Olmaz – serie TV (2021)
- Başım Belada – serie TV, 1 episodio (2023)
- Yangın Günleri: Independenta – serie TV (2023)
- Şahsiyet – serie TV, 10 episodi (2023-2024)
- Mevlânâ Celâleddîn-i Rûmî – serie TV, 10 episodi (2023-2025)
- Sadık Ahmet – serie TV (2024)
- Teşkilat – serie TV, 15 episodi (2024)
- Yeşil Deniz: Milenyum – serie TV, 10 episodi (2024)
- La notte nel cuore (Siyah Kalp) – serie TV, 34 episodi (2024-2025)

## Teatro
- Hamlet di William Shakespeare, presso il teatro statale di Adalia (1994)
- Danton'un Ölümü di Georg Büchner, presso il teatro statale di Adalia (1995)
- Gelin Yarışalım di Osman Özkan, presso il teatro statale di Adalia (1995)
- Şarkıcı di Haluk Işık, presso il teatro statale di Adalia (1995)
- Macbeth di William Shakespeare (2010)

## Doppiatori italiani
Nelle versioni in italiano dei suoi film e delle sue serie TV, İlker Aksum è stato doppiato da:
- Vladimiro Conti[14] ne La notte nel cuore[15]

## Riconoscimenti
- International Izmir Film Festival
  - 2020: Vincitore come Miglior attore non protagonista in un film per 7. Koğuştaki Mucize
- Sadri Alisik Theatre and Cinema Awards
  - 2007: Candidato come Miglior attore non protagonista per il film Küçük Kıyamet
  - 2013: Vincitore come Miglior interpretazione di un attore in un film per Mutlu Aile Defteri
  - 2019: Candidato come Miglior attore non protagonista in un film commedia per Hedefim Sensin
- Turkish Film Critics Association (SIYAD) Awards
  - 2006: Vincitore come Miglior attore non protagonista per il film Küçük Kıyamet